# Raelismus

Symbol des Raelismus

Die Rael-Bewegung, auch Raelismus oder Raelistische Religion genannt, bis 1976 auch MADECH (Akronym für französisch mouvement pour l’accueil des extraterrestres, créateurs de l’humanité ‚Bewegung für den Empfang der Außerirdischen, Schöpfer der Menschheit‘), ist eine Neue Religiöse Bewegung, die einen Ufoglauben verfolgt. Sie ist dafür bekannt, dass sie das Klonen von Menschen ermöglichen will. Außerdem verfügt sie über eine eigene Zeitrechnung, wobei Raëls (Claude Vorilhon) Geburtsjahr 1946 als Jahr 1 gezählt wird.
Die Gruppe finanziert sich aus der Abführung von 3 % des Nettoeinkommens, das Anhänger abzugeben haben. Eine weitere Einkommensquelle sind Erbschaften.

## Geschichtliche Entwicklung

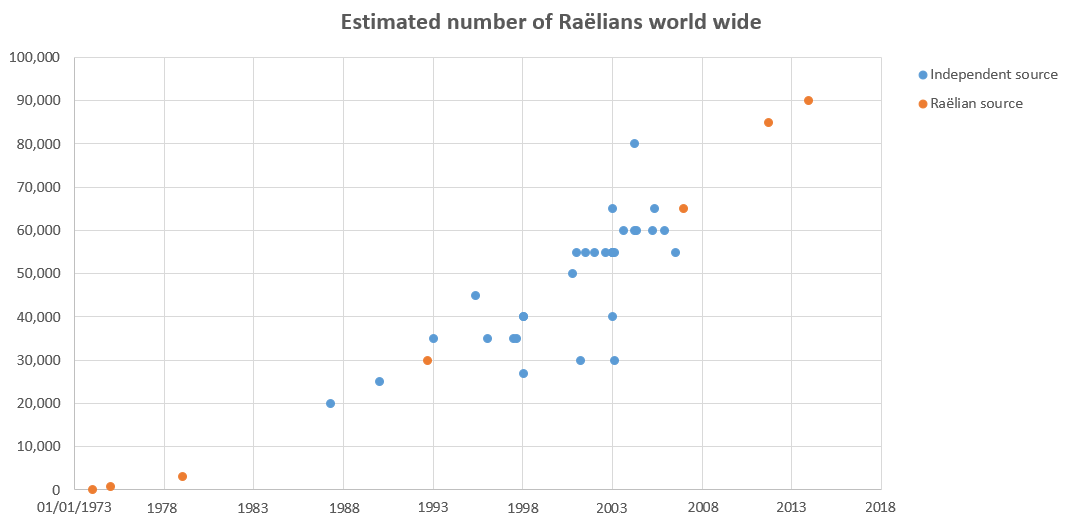
Entwicklung der Mitgliederzahlen, 1973–2007

Die Neue Religiöse Bewegung wurde im Dezember 1973 von Claude Vorilhon (* 1946) alias Raël gegründet, der eine Begegnung mit einem aus einem UFO entstiegenen Vertreter einer außerirdischen Zivilisation gehabt haben will. Bei seiner ersten angeblichen Begegnung am 13. Dezember 1973 mit den Außerirdischen soll Claude Vorilhon eine Botschaft für die Menschheit erhalten haben, die besage, dass die Elohim vor 25.000 Jahren das erste Mal auf die Erde kamen und hier dank ihrer Beherrschung der DNA das Leben wissenschaftlich erschufen. Die Besucher sollen ihm den Namen Rael („der das Licht der Elohim bringt“) gegeben haben. Angeblich sei er der Halbbruder von Jesus Christus, da seine Mutter ohne ihr Wissen in einem UFO entführt und Vorilhon dort durch JHWH, den ältesten der Elohim, am 25. Dezember 1945 gezeugt worden sein soll.
Vorilhon verfasste darauf Das Buch, das die Wahrheit sagt und trat im Fernsehen auf, um seine Lehre zu verbreiten. Die dadurch erreichte Popularität führte zur Gründung der „MADECH“. Nach zwei Jahren verfügte Vorilhon über etwa 700 Anhänger. Am 7. Oktober 1975 besuchte Vorilhon angeblich den Planeten der Außerirdischen und erhielt die in seinem Buch Die Außerirdischen haben mich auf ihren Planeten mitgenommen veröffentlichten Lebensregeln.
Es folgte eine Ausbreitung der Bewegung über den französischen Sprachraum, die eine Umbenennung, zuerst (1977) in „Rael-Bewegung“ (Mouvement Raëlien) und 1998 in „Raelistische Religion“, nach sich zog.
Im Jahr 2002 hatte die Bewegung nach eigenen Angaben weltweit etwa 40.000 Mitglieder. Andere Quellen gehen von 22.000 bis 55.000 Mitgliedern aus. Sie verkündete auf der Internationalen Bio-Expo in Tokio im Juli 2002, dass sie in der Lage sei, Menschen zu klonen.

## Symbol

Neueres Symbol

Das Symbol des Raelismus ist ein Hexagramm mit Swastika. Es wird von Raelianern als Anhänger getragen. Nach Protesten von Juden gegen die Kombination aus Davidstern und Hakenkreuz wurde letzteres durch eine stilisierte Gänseblümchenblüte ersetzt. Das alte Symbol bleibt jedoch weiterhin gültig, da die Raelianer nach wie vor auf eine weltweite Akzeptanz der Swastika hoffen. Zu diesem Zweck erklärte Raël 2009 den 23. Juni zum „Swastika-Rehabilitations-Tag“.

## Glaubensvorstellungen und Leben
Das Glaubenskonzept des Raëlismus verbindet wissenschaftliche Vorstellungen mit biblischen Überlieferungen. Diese werden allerdings aus einer technologischen Sicht neu dargestellt. Die Lehre gibt sich dabei als völlig rational ohne Bezüge zum Übernatürlichen. Typisch ist der weitgehende Verzicht auf mystische Ansätze. Durch die Verbindung von wissenschaftlicher Sichtweise und religiösen Gesichtspunkten ist das Konzept erfolgreich. Dazu ist die Bewegung nicht gegen Sinnlichkeit gerichtet und propagiert diese sogar.
Die Raëlisten (auch Raëlianer oder Raeliens genannt) glauben, dass wissenschaftlich weit fortgeschrittene, menschenähnliche Wesen („Elohim“), die man früher für Götter gehalten habe, für die Schöpfungsgeschichte verantwortlich gewesen seien. Diese These wird als Prä-Astronautik auch von Erich von Däniken vertreten. Die Schöpfung – so postuliert Raël – sei ein Produkt dieser Wesen, die durch überlegene Technik dazu in der Lage seien, Landschaften zu formen, Atmosphären zu schaffen und durch Klontechnologie Menschen (nach ihrem Abbild) zu schaffen. Vor etwa 22.000 Jahren sei so die Erde geschaffen worden. Die Menschen sollen sich danach entwickelt haben, wobei gemäß der philosemitischen Einstellung Raels die Juden das am besten gelungene menschliche Volk seien. Als ihr technischer Fortschritt den Elohim gefährlich wurde, vernichteten diese daraufhin mit Kernwaffen das Leben auf der Erde mit Ausnahme von Noach, der sich und eine Zelle jeder Art in einer Rakete retten konnte.

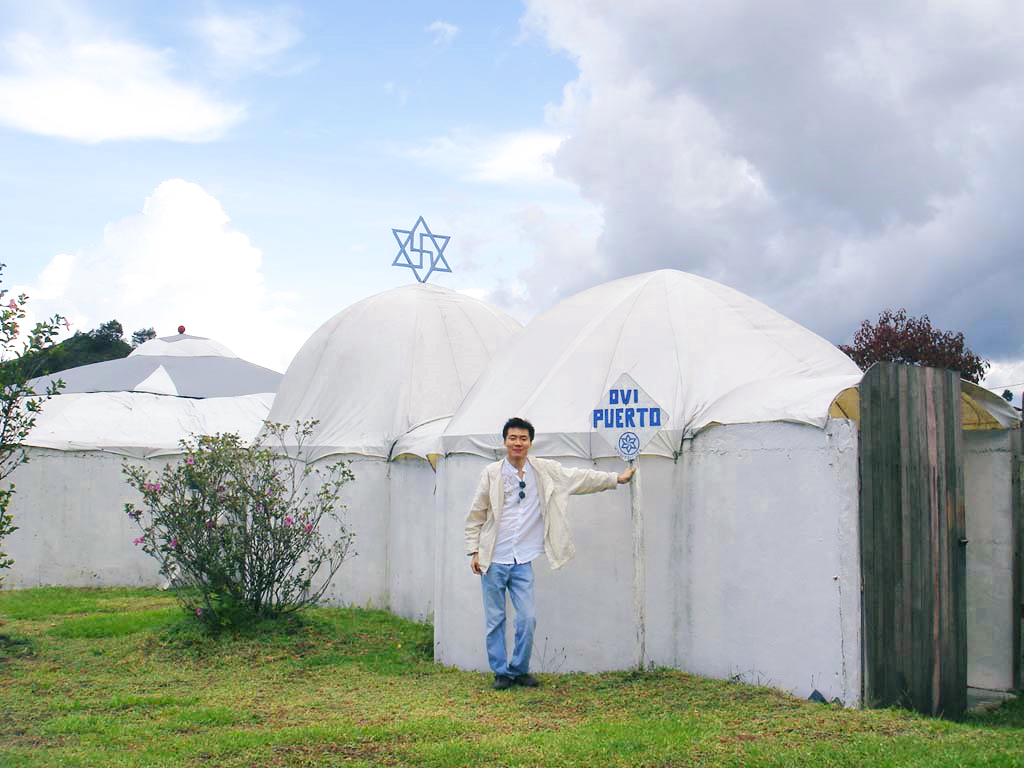
Modell des Botschaftsgebäudes in Zeltform

Eines der Ziele der Raëlisten ist, ein Botschaftsgebäude auf neutralem Territorium zu bauen, in dem die Elohim empfangen werden können. Das Gebäude soll bis 2025 errichtet sein. Bevorzugtes Territorium wäre Israel. Sollte es sich jedoch wieder dem Willen der Elohim widersetzen, dann würde erneut der Zorn Gottes über es hereinbrechen. Mit der Rückkehr der Elohim breche dann das Zeitalter der Apokalyptik an, in dem Religionen von der Wissenschaft abgelöst würden. Es soll dann zur Kommunion der Menschen mit ihren Schöpfern kommen. Durch wissenschaftlichen Fortschritt und einen Fortschritt des Bewusstseins – erreichbar auch durch die Angaben zum Beispiel in den „Schlüsseln“ in den Büchern Raëls, durch Meditation – mit der Vervollkommnung des Klonens und schließlich des Mind uploading würden die Menschen irdische Unsterblichkeit und paradiesische Zustände erreichen können. In der Folge würden die Auserwählten ein göttergleiches Leben führen und ihrerseits Planeten mit Klonen bevölkern können.
Die Entsprechung für das Leben nach dem Tod ist bei den Raëlisten die Kombination von sofortigem Ganzkörperklonen (per Biotechnologie oder Nanotechnologie?) und „Uploading“ in diesen aus der eigenen DNA neu geschaffenen jungen Körper oder auch eine zwischenzeitliche Weiterexistenz in einem fortgeschrittenen Computer. Regelmäßige Meditationen gehören zur religiösen Praxis. Dabei soll nach raëlianischer Vorstellung durch die Haare, die als Antennen dienen sollen, telepathisch Kontakt zu den Elohim aufgenommen werden. Mindestens einmal im Leben sollen sich die Anhänger durch Raël oder eine von ihm dazu beauftragte Person die Hand auflegen lassen. Das soll dem überwachenden Computer der Elohim den Bauplan der Körper übermitteln. Dadurch werde eine Wiederherstellung nach dem Tode ermöglicht. Diesem Gedanken, dass der Mensch durch Klonen wiederhergestellt würde, wird entgegengehalten, dass der Mensch erst durch seine Entwicklung im Leben zu dem werde, was er ist. Letztlich werde der Mensch durch diese Gedanken auf seine reinen Erbanlagen reduziert.

## Die Raëlisten und das Klonen

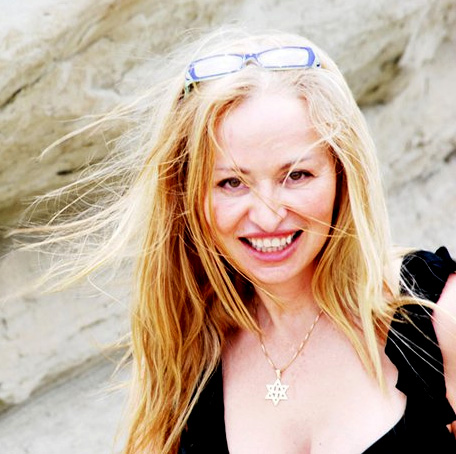
Brigitte Boisselier

In der Glaubensvorstellung der religiösen Gruppierung soll das Klonen von Menschen der erste Schritt zur Unsterblichkeit ihrer Mitglieder sein.
Die der Raël-Bewegung nahestehende Firma Clonaid behauptet, mehrere Menschen geklont zu haben.
Es gab von ihnen bereits einige Schlagzeilen, ihnen sei das Klonen gelungen. Jedoch ist die Firma laut Zeugenaussagen recht klein und unmodern, sodass die Klonerfolge von seriösen Wissenschaftlern bezweifelt werden.
Im März 2001 kam es zu einer Anhörung vor einem Ausschuss des Repräsentantenhauses der Vereinigten Staaten, in welcher die Raëlisten bekräftigten, das Klonen von Menschen anzustreben. 2001 bemühte sich die Bewegung, durch eine Klage in den Vereinigten Staaten durchzusetzen, dass das Klonen von Menschen dort legal werden solle. Laut einer führenden Raelistin, Brigitte Boisselier, soll es Clonaid 2002 gelungen sein, die technischen Grundlagen des Klonens von Menschen zu schaffen. Im Dezember 2002 soll nach Angaben Boiselliers dann „Eve“ als erster geklonter Mensch geboren worden sein. Diese Behauptung wird von wissenschaftlicher Seite bezweifelt. Bis 2003 lagen keine wissenschaftlichen Beweise für eine genetische Identität von Mutter und Tochter vor. Clonaid behauptete zwar, dass eine Untersuchung durch neutrale Dritte möglich sei, wollte aber weder den Namen der Eltern noch den von dazu bereiten Wissenschaftlern nennen. Teilweise wird angenommen, dass die Bekanntgabe des Klonerfolges eine reine Werbemaßnahme ohne realen Grund gewesen sei. Nach der Bekanntgabe der Geburt „Eves“ wurde vor einem Gericht in Florida Klage wegen der Bestellung eines Vormundes eingereicht. Nachdem Brigitte Boisselier unter Eid versichert hatte, das Kind habe sich nie in den USA aufgehalten, erklärte sich das Gericht für unzuständig. Die Food and Drug Administration (FDA) ermittelte ab 2002 im Falle „Eve“ wegen nicht genehmigter Genversuche.
Wegen der mit Klonen verbundenen ethischen Bedenken geriet die Gruppe in die Kritik. Kritisch wird dabei die Quote von nur 2 bis 20 % bei erfolgreichen Klonversuchen bei Säugetieren angeführt. Die nicht erfolgreichen Versuche führen zum Tod im Mutterleib oder zu schweren Missbildungen. Claude Vorilhon alias Raël als Führer der Gruppe glaubt, dass die Kritik am Klonen auf religiösen Vorurteilen beruhe, insbesondere von Seiten der katholischen Kirche.

## Rezeption

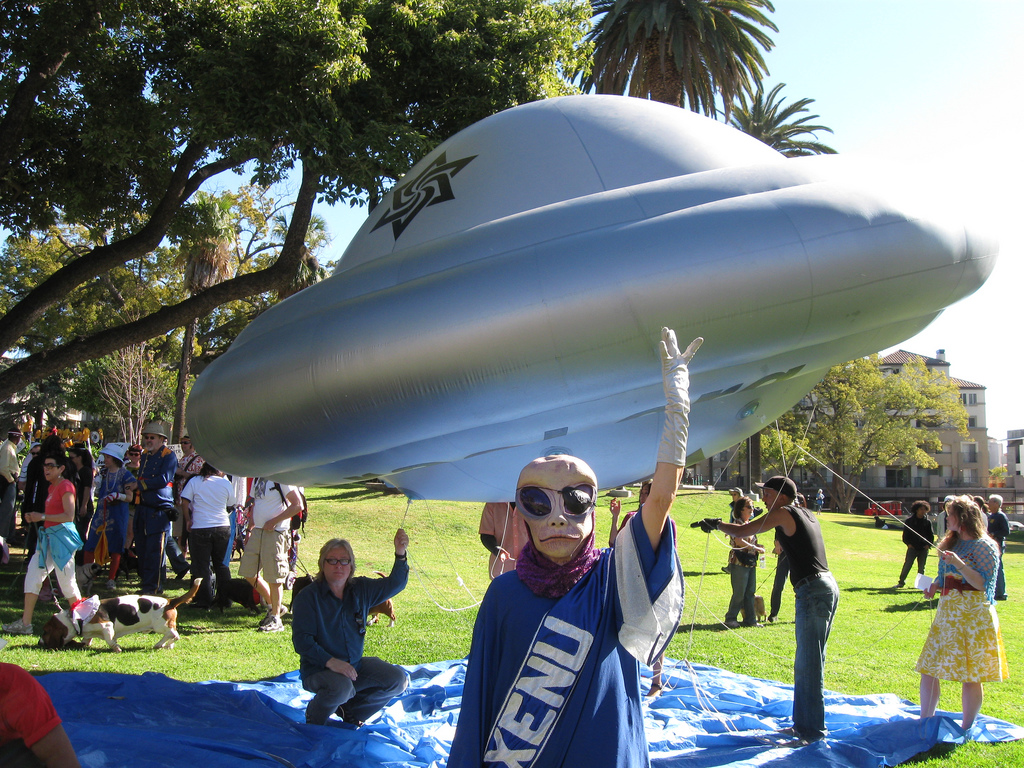
Ufoluftballon mit Raelismus-Symbol; davor eine Person im Xenu-Kostüm

Michel Houellebecq beschreibt in seinem Roman Die Möglichkeit einer Insel und seiner Erzählung Lanzarote die Gruppe der Elohimiten bzw. Azraëlisten, deren Lehren denen des Raelismus sehr ähnlich sind. Houellebecq zeigt offen seine Sympathie für den Raelismus und ist mit Rael selbst befreundet. Gleichwohl zeigen die beiden Geschichten auch einen gewissen Abstand. So verlässt in Die Möglichkeit einer Insel der Protagonist Daniel25, dessen „Urahn“ Daniel1 den Elohimiten einst beitrat, 2000 Jahre später deren geordnetes Leben aus Klonen, Kontemplation und Studieren, um auf der Insel Lanzarote eine neue Form des Lebens zu finden. Auch wenn er dieses Ziel nicht erreicht und seine Klonlinie wie bei allen „Abtrünnigen“ für immer beendet wird, ist er am Ende nicht unglücklich.

## Dokumentarfilme
- Raël: Der Prophet der Außerirdischen. (Originaltitel: Raël: Le Prophète des Extraterrestres). 4 Folgen. 183 Min. Frankreich 2024.[19][20][21]